# Can Pons Boto
Can Pons Boto és una masia de Corçà (Baix Empordà) inclosa a l'Inventari del Patrimoni Arquitectònic de Catalunya.

## Descripció
Gran casal del segle xviii, situat al centre del poble de Casavells. Actualment està format per planta baixa i dos pisos.
L'estructura portant està construïda amb pedra i morter de calc (tradicional sistema constructiu de la zona). D'altra banda, la coberta, que és a dues aigües, està feta amb teula àrab. La masia està constituïda estructuralment per tres crugies, que sumat a que les vessants de la coberta donant a les façanes laterals, li donen a la masia aquest típic aspecte de les nostres masies. Davant la casa s'hi obra un gran pati. A una de les façanes laterals s'hi observa un contrafort que deu aguantar les empentes produïdes per l'edifici.

## Història
A la façana principal espot observar el perfil que seguia la coberta anteriorment, abans que fos aixecat el pis de la part superior. També s'hi ha afegit un estudi a la part esquerra. Ara com ara la casa és utilitzada com a estudi i com a segona residència.